# جيرارد روس
جيرارد روس (بالإنجليزية: Gerard Ross)‏ هو لاعب كرة قدم أمريكية أمريكي، ولد في 27 ديسمبر 1982 في جاكسونفيل في الولايات المتحدة.